# Dara (woreda)
Pour les articles homonymes, voir Dara.
Dara est un woreda de la région Sidama, en Éthiopie. Rattaché à la région des nations, nationalités et peuples du Sud jusqu'à la régionalisation de la zone Sidama en 2020, ce woreda a 155 265 habitants en 2007. Son chef-lieu est Kebado.
Situé dans le sud de la région Sidama, Dara est limitrophe des zones Ouest Guji, Gedeo et Guji,.
Kebado, qui peut aussi s’appeler Kabado, se trouve environ 75 km au sud d'Hawassa, à proximité de la route Addis-Abeba-Nairobi ou transafricaine 4.
Une autre agglomération, Teferi Kela, est desservie par une route secondaire 8 km au nord-est de Kebado.
| Chuko | Aleta Wendo | Hulla |
| Abaya | Dara        | Bore  |
|       | Dila Zuria  | Bule  |

Le recensement national de 2007 fait état d'une population de 155 265 habitants dans le woreda dont 7 % de citadins, la population urbaine se compose de 7 333 habitants à Kebado et 3 327 habitants à Teferi Kela.
La majorité des habitants du woreda (86 %) sont protestants, 7 % sont orthodoxes, 3 % sont musulmans, 2 % sont de religions traditionnelles africaines et 1 % sont catholiques.
En 2022, la population du woreda est estimée à 216 756 personnes avec une densité de population de 867 personnes par km2 et 250 km2 de superficie,.